# Hugo Sperrle
Hugo Sperrle, nemški vojaški pilot in feldmaršal, * 7. februar 1885, † 2. april 1953.
Sperrle je bil poveljnik Legije Kondor med špansko državljansko vojno in generalfeldmaršal Luftwaffe med drugo svetovno vojno. 
V vojaško službo je nastopil leta 1903 in po začetku Prva svetovna vojna|prve svetovne vojne prestopil v vrste vojnega letalstva, Luftstreitkräfte. Leta 1935 se je pridružil novonastali Luftwaffe in zatem pridobil generalski čin. V drugi svetovni vojni je poveljeval tretji zračni armadi, Luftflotte 3 in po začetnih uspehih bil imenovan za maršala. Nato je preživel tri leta v Franciji, vse dokler ni bil leta 1944 odstavljen, potem ko se njegove letalske enote niso bile zmožne dostojneje upirati nasproti veliki Anglo-ameriški številčni premoči. Po vojni je bil sicer aretiran, toda v Nürnbergu ga niso obsodili. Zatem se je umaknil v pokoju in umrl leta 1953. 